# 鲁纳维克
鲁纳维克是法罗群岛鲁纳维克市镇里的一个相对城镇化村庄，位于东岛的南半部。2021年1月时人口数量为589人。

## 体育
本地的足球俱乐部是NSI鲁纳维克。该俱乐部在2007年赢得了法羅群島足球超級聯賽冠军。2020年成立了一支女子足球队。